# Iron Fire
 (mars 2021).
Iron Fire est un groupe de power metal danois, originaire de Copenhague. Formé en 1995 sous le nom de Misery, il se rebaptise Decades of Darkness, avant de prendre finalement le nom d’Iron Fire.

## Biographie
Après avoir enregistré une démo à la fin des années 1990, Iron Fire se popularise un peu plus avec la sortie de son premier album en 2000, Thunderstorm chez Noise Records. À cette période, le true metal, ou power metal, était en vogue en Europe avec l'arrivée de groupes comme HammerFall, Freedom Call, Nocturnal Rites, et Sonata Arctica. Thunderstorm est produit par le producteur danois Tommy Hansen, mieux connu pour ses albums Keeper of the 7 Keys pt. I et II pour Helloween.
Après la sortie de Thunderstorm, le groupe effectue quelques changements de formation avec le départ du batteur Gunnar Olsen qui est remplacé par Morten Plenge, et celui du guitariste Kristian Iversen, qui est remplacé par Martin Slott. Ils signent un deuxième album, On the Edge, qui est moins meilleur succès que son prédécesseur. Le groupe, mené par Steene, expérimente un son plus progressif. Tandis que le groupe part plus ou moins en lambeaux, Steene doit reconcevoir une nouvelle formation. Cet événement mène à moins d'activité et à la recherche d'un nouveau label. Pendant cette période, le groupe produit deux démos, pendant Steene s'associe avec le groupe Force of Evil formé par les deux guitaristes de Mercyful Fate, Michael Denner et Hank Shermann.
En mars 2006, Iron Fire revient avec l'album Revenge, publié au label Napalm Records. Steene collabore avec Kirk Backarach à la guitare. Johan Jacob H. Olsen joue la seconde guitare, Jens Berglid la batterie, et Martin Lund la basse. Le groupe annonce son entrée en studio en septembre 2006 par enregistrer un nouvel album. Revenge est suivi par un autre album intitulé Blade of Triumph en 2007. Par la suite, le batteur Jens Berglid quitte le groupe pour des raisons familiales. Le groupe réussit à remplacer Fritz Wagner avant de se lancer en tournée de Triumph en 2007 avec U.D.O. et Primal Fear. À cette période, Martin Steene collabore avec  ses anciens collègues Gunnar Olsen, Martin Slott, et avec Martin Lund sur un groupe rock gothique appelé Nightlight. Leur album, Funeral of Love, est publié en hiver 2009. Steene et Lund travaillent aussi sur le cinquième album d'Iron Fire, To the Grave, publié en hiver 2009. Avec Johan Jacob H. Olsen hors du groupe, Kirk Backarach se met aux guitares seul sur l'album.
Après la sortie de l'album Metalmorphosized en 2010, qui comprend des versions rééditées des premières chansons du groupe, Voyage of the Damned sort en 2012. Il marque un tournant vers un thème axé science-fiction. Voyage of the Damned sera le dernier album à faire participer le batteur Fritz Wagner et le bassiste Martin Lund. En 2014 sort le single A Token of My Hatred publié au label Crime Records.
En juillet 2016, ils annoncent leur nouvel album, Among the Dead pour le 16 septembre.

## Membres

### Membres actuels
- Martin Steene - chant
- Kirk Backarach - guitare
- Martin Lund - basse
- Fritz Wagner - batterie

### Anciens membres
- Johan Jacob Høvring Olsen - guitare
- Jens Berglid - batterie

## Discographie

### Single
- 2014 : A Token of My Hatred